# Блатна Брезовица
Блатна Брезовица (словен. Blatna Brezovica) је насељено место у општини Врхника, Средњесловенска регија, Словенија.

## Историја
До територијалне реорганизације у Словенији била је у саставу старе општине Врхника.

## Становништво
У попису становништва из 2011. године, Блатна Брезовица је имала 347 становника.
| Број становника према пописима | Број становника према пописима | Број становника према пописима |
| ------------------------------ | ------------------------------ | ------------------------------ |
| 1991                           | 2002                           | 2011                           |
| 312                            | 328                            | 347                            |

## Галерија
- капела
- пејзаж